# Franz Wilhelm Leuteritz

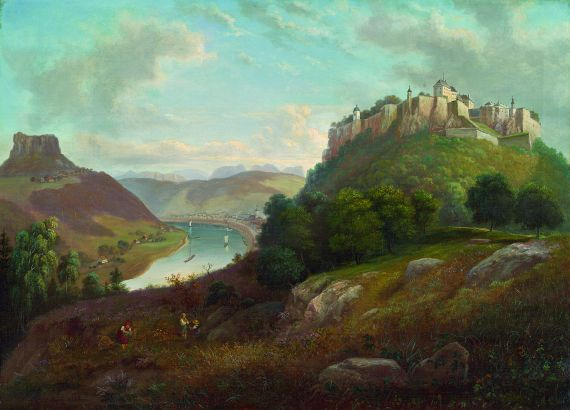
Das Elbtal mit Blick auf die Festung Königstein und den Lilienstein

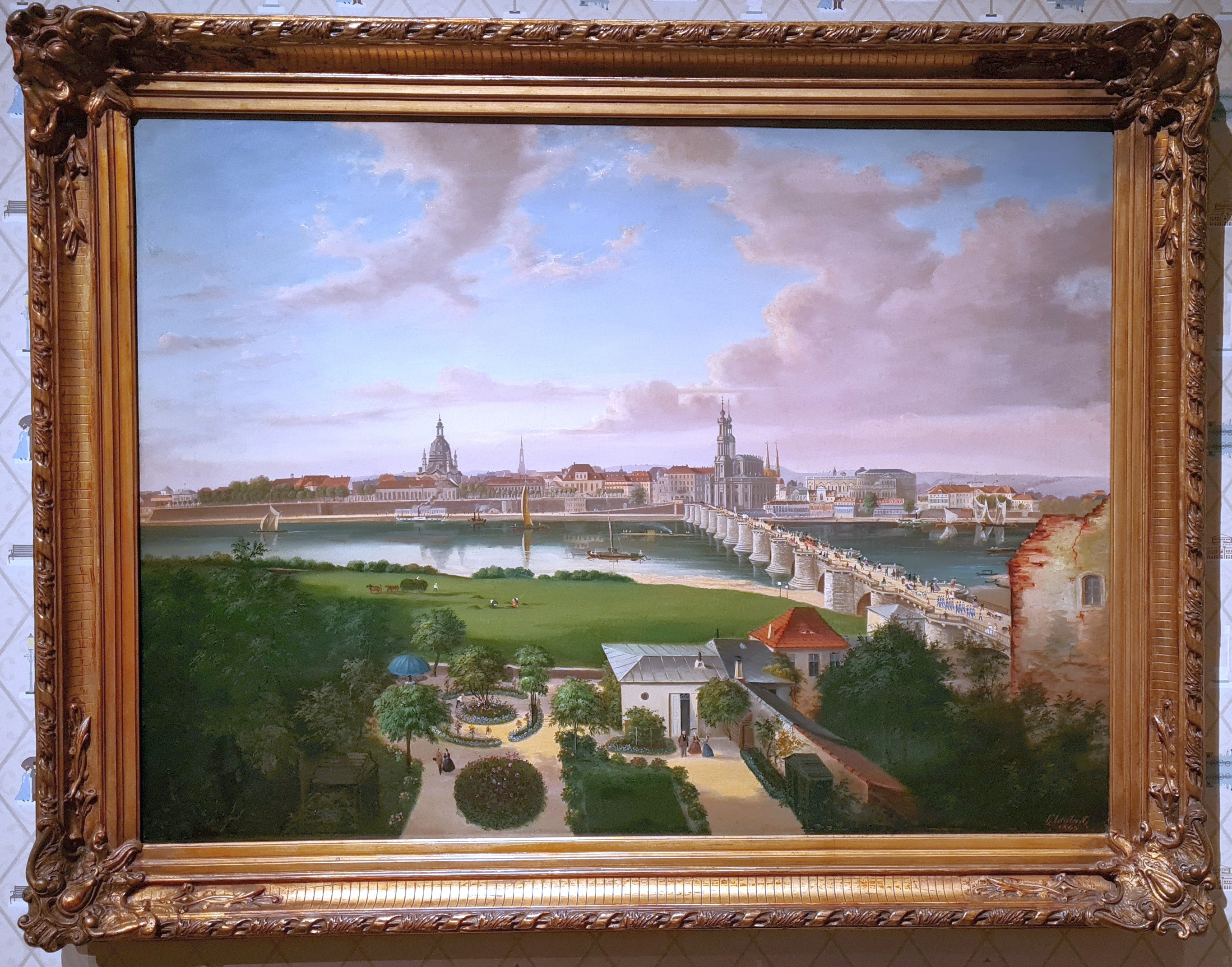
Blick vom Quandt'schen Garten nach Altstadt (1865)

Franz Wilhelm Leuteritz (* 11. September 1817 in Wechselburg; † 8. Oktober 1902 in Dresden) war ein deutscher Landschaftsmaler, als Autodidakt ausgebildet.
Franz Wilhelm Leuteritz wurde als siebentes Kind eines Seilermeisters geboren.
1831 begann er eine vierjährige Lehre als Gürtler und begann in diesem Beruf zu arbeiten.
Er träumte vom Beruf eines Kunstmalers. Es gibt keine Angaben über seine Ausbildung, möglicherweise erlernte er die Malkunst als Autodidakt oder bei einem nicht  genannten Maler. Erst im Oktober 1851, im Alter von 34 Jahren, zeigte er zehn seiner Werke zum ersten Mal auf der Rochlitzer Gewerbeausstellung.
Er heiratete 1854 Julia Agnes Rottenberger und siedelte 1856 aus Wechselburg nach Dresden über. Bis etwa 1865 war er in Dresden tätig, danach unternahm er bis 1879 Studienreisen nach Bayern, Österreich, in die Schweiz sowie nach Italien. Später war er meist in der Sächsischen Schweiz tätig. Mit seinen Stadtansichten hat er einen wertvollen Beitrag für die sächsische Ortsgeschichte geleistet.